# Spearville
Spearville és una població dels Estats Units a l'estat de Kansas. Segons el cens del 2000 tenia 813 habitants.

## Demografia
Segons el cens del 2000, Spearville tenia 813 habitants, 295 habitatges, i 202 famílies. La densitat de població era de 498,3 habitants/km².
Dels 295 habitatges en un 38% hi vivien nens de menys de 18 anys, en un 62,7% hi vivien parelles casades, en un 3,4% dones solteres, i en un 31,2% no eren unitats familiars. En el 28,1% dels habitatges hi vivien persones soles el 18,6% de les quals corresponia a persones de 65 anys o més que vivien soles. El nombre mitjà de persones vivint en cada habitatge era de 2,69 i el nombre mitjà de persones que vivien en cada família era de 3,34.
Per edats la població es repartia de la següent manera: un 31,4% tenia menys de 18 anys, un 5,5% entre 18 i 24, un 25,8% entre 25 i 44, un 18,8% de 45 a 60 i un 18,5% 65 anys o més.
L'edat mediana era de 36 anys. Per cada 100 dones de 18 o més anys hi havia 93,1 homes.
La renda mediana per habitatge era de 40.625 $ i la renda mediana per família de 52.917 $. Els homes tenien una renda mediana de 29.615 $ mentre que les dones 21.875 $. La renda per capita de la població era de 16.686 $. Entorn del 3,6% de les famílies i el 7,4% de la població estaven per davall del llindar de pobresa.

## Poblacions més properes
El següent diagrama mostra les poblacions més properes.